# 康涛
康涛（1963年4月—），男，汉族，江苏镇江人，中华人民共和国政治人物。南京大学经济管理专业毕业，在职研究生学历。

## 生平
1984年3月加入中国共产党。1984年8月参加工作。历任厦门市计划委员会综合处干部，工业处副处长，综合规划处副处长、处长，厦门市发展计划委员会副主任，厦门市发展和改革委员会副主任、主任等职务。
2011年9月，任中共厦门市委常委、市发展和改革委员会主任。2012年2月，任中共厦门市委常委、副市长。2015年6月，任中共泉州市委副书记、市长。2018年2月24日，当选为第十三届全国人大代表。2018年3月，任中共泉州市委书记。
2021年5月，任福建省人民政府党组成员、副省长。2023年1月，卸任副省长职务，继续担任福建省人民政府党组成员。